# Dorothe Engelbretsdotter
Dorothe Engelbretsdotter (16 de enero de 1634 en Bergen, Noruega - 19 de febrero de 1716 en la misma localidad), fue una poetisa noruega, hija de Engelbret Jørgenssøn y Anna Wrangel. 
Engelbretsdotter nació en Bergen, donde su padre fue director de la escuela secundaria en esa ciudad, y posteriormente decano de la catedral.
En 1652 se casó con Ambrosius Hardenbeck, un escritor teológico famoso por sus sermones fúnebres florales, que sucedió a su padre en la catedral en 1659. Tuvieron cinco hijos y cuatro hijas. En 1678 apareció su primer volumen, Själens aandelige Sangoffer, publicado en Copenhague. Este volumen de himnos y piezas devocionales tuvo un éxito sin precedentes. La poetisa fue invitada a Dinamarca, y en su llegada a Copenhague, se presentó en la corte, donde también se introdujo a Thomas Hansen Kingo, el padre de la poesía danesa, y los dos se saludaron con coplas improvisadas, que se han conservado. En 1683 murió su esposo. 

## Obra
Su dolor es evidente en ejemplos como el poema Afften Psalme. Su primer trabajo, Själens aandelige Sangoffer, se publicó en 1678. En medio de sus problemas apareció su segundo trabajo, el Tåreoffer, publicado por primera vez en 1685. Es un poema religioso en cuatro libros. En 1698 sacó un tercer volumen de versos sagrados, Et kristeligt Valet fra Verden. 